# Mancomunitat per la promoció de l'Esquí Nòrdic

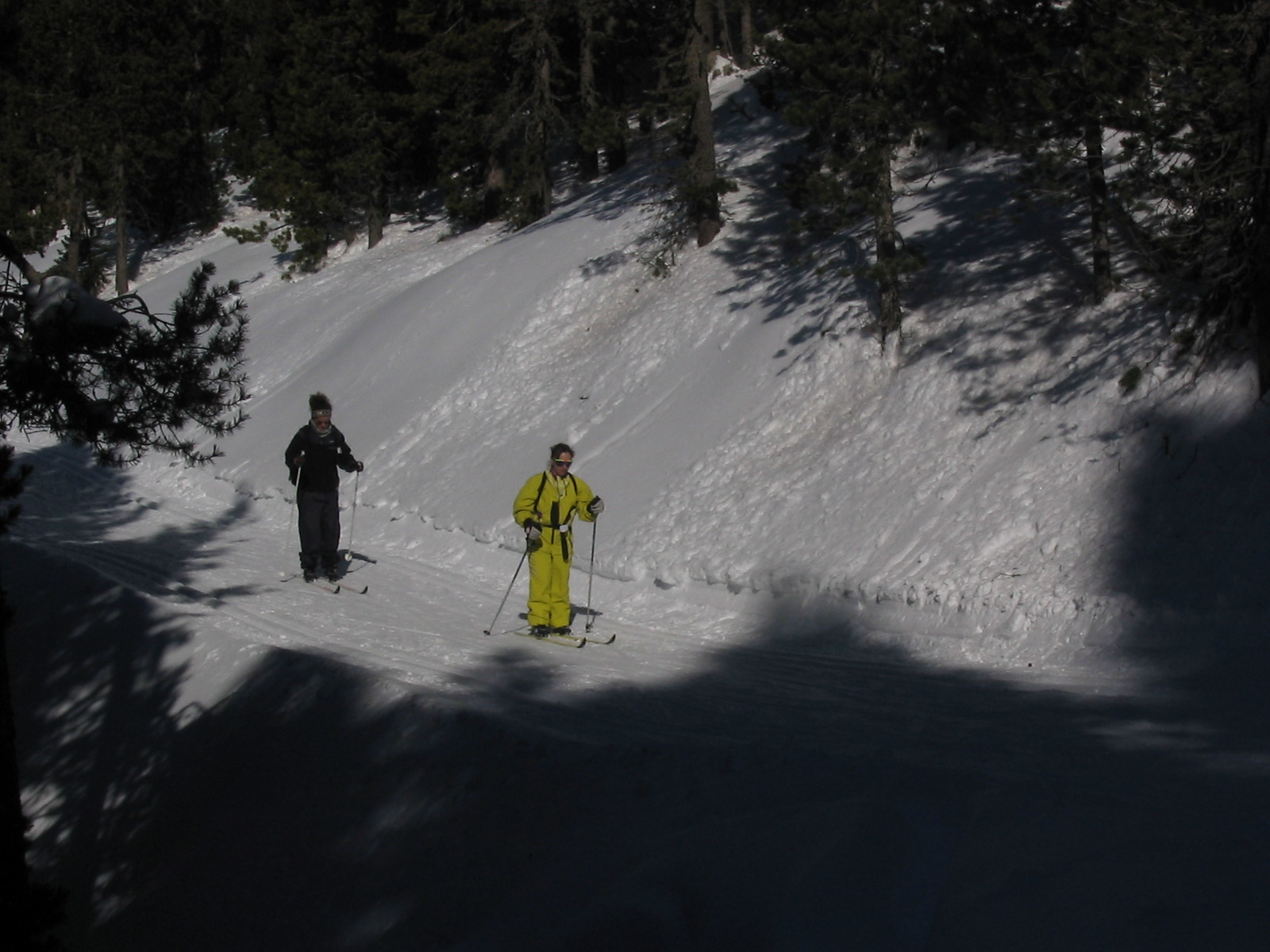
Pista d'esquí nòrdic de Tuixent - la Vansa, un dels membres de la Mancomunitat per la promoció de l'Esquí Nòrdic

La Mancomunitat per la promoció de l'Esquí Nòrdic, és una associació de 8 municipis catalans per a la promoció i el desenvolupament de l'esquí nòrdic, que nasqué l'any 1985 arran de l'impuls d'un municipi cerdà i tres d'urgellencs: Lles de Cerdanya, Josa i Tuixén, Montferrer i Castellbò i la Seu d'Urgell. La constitució no fou efectiva fins a l'aproviacó amb el decret 287/1986 d'ajuda i actuació directa per a la promoció de les estacions d'esquí nòrdic. Amb això s'aconseguí que els Plans Generals de Muntanya de l'Alt Urgell i la Cerdanya van preveure la pavimentació de les carreteres d'accés a totes les estacions d'esquí nòrdic, així com ajudes diverses.
Actualment la mancomunitat integra els municipis d'Alins, Guils de Cerdanya, Josa i Tuixén, Lladorre Lles de Cerdanya, Montferrer i Castellbò, la Seu d'Urgell i la Vansa i Fórnols, és a dir, la totalitat d'estacions nòrdic de Catalunya, que són 7. Les estacions d'esquí alpí que tenen estacions de fons, no estan integrades a la mancomunitat.
Les set estacions són: Aransa, Lles (ambdós a Lles), Guils Fontanera (a Guils), Sant Joan de l'Erm (Montferrer i Castellbò), Tuixent - la Vansa (a Tuixent i la Vansa i Fórnols), Tavascan (Lladorre) i Bosc de Virós (Alins).
Tot i que la Seu d'Urgell, capital de l'Alt Urgell, no disposa de cap estació d'esquí, forma part de la mancomunitat perquè en el seu naixement era el centre geogràfic de les estacions i de les seves activitats. A la vegada la Seu és una ciutat amb gran tradició i molt vinculada a l'esquí nòrdic català, la gran afició es pot veure en l'existència d'un club esportiu pioner i consolidat, el Club d'esquí de fons Urgellet i Cerdanya (CEFUC), d'on han sortit diversos urgellencs olímpics en aquesta modalitat.
La totalitat d'estacions exclusivament d'esquí nòrdic de Catalunya són propietat municipal, és a dir, gestionades pels municipis on s'ubiquen, municipis de poca població i amb pocs recursos materials i tècnics, o per empreses a través d'una concessió.